# Stojan Andov
Stojan Andov (in macedone Стојан Андов?; Kavadarci, 30 novembre 1935 – Skopje, 18 giugno 2024) è stato un politico macedone.

## Biografia
Fu fondatore del Partito Liberale di Macedonia. Fu Presidente del Parlamento dal 1993 al 1997.
Stojan Andov morì a Skopje il 18 giugno 2024 all'età di 88 anni.